# Jakov Cindro
Jakov Cindro (Split, 1755. – Split, 1818.), splitski plemić, pravnik, političar i splitski načelnik (1806. – 1809.) iz plemićke obitelji Cindro.
Obnašao je dužnost suca u gradu. Za vrijeme francuske vladavine u Dalmaciji upravljao je gradom kao načelnik.